# UFC Live: Vera vs. Jones
UFC Live: Vera vs. Jones (también conocido como UFC on Versus 1) fue un evento de artes marciales mixtas celebrado por Ultimate Fighting Championship el 21 de marzo de 2010 en el 1stBank Center en Broomfield, Colorado.

## Historia
Brandon Vera fue previamente programado para enfrentarse con Antônio Rogério Nogueira en UFC 109, pero Nogueira fue obligado a salir de la pelea por una lesión de tobillo.
La pelea entre Clay Guida y Sean Sherk estaba programada, pero Sherk sufrió una lesión no divulgada y se vio obligado a retirarse. Shannon Gugerty intervino como reemplazo contra Guida.
John Howard fue originalmente programado para enfrentarse con Anthony Johnson, pero Johnson se vio obligado a retirarse de la pelea por una lesión de rodilla. Daniel Roberts entró como reemplazo de Johnson.

## Premios extras
Cada peleador recibió un bono de $50,000.
- Pelea de la Noche: No hubo premiados.
- KO de la Noche: Jon Jones, Junior dos Santos y John Howard
- Sumisión de la Noche: Clay Guida